# Johann Georg Geyger

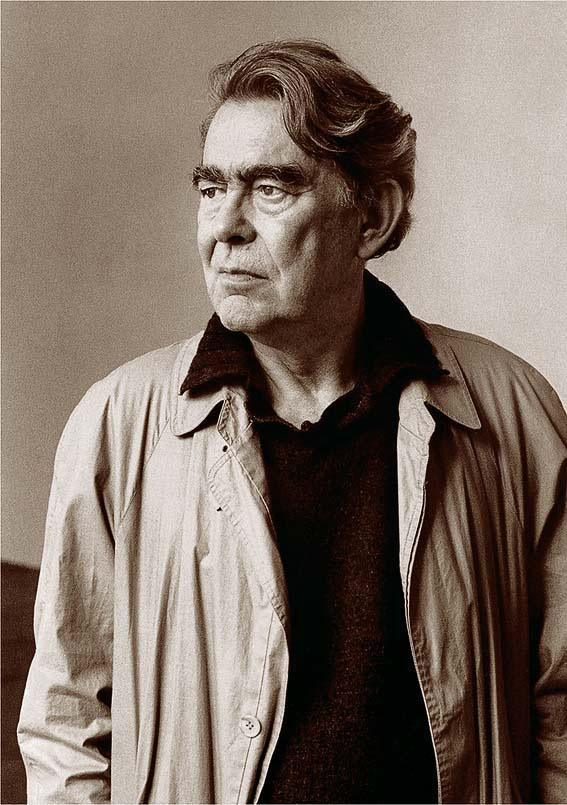
Johann Georg Geyger (2001)

Johann Georg Geyger (* 21. August 1921 in Hannover; † 9. August 2004 in Frankfurt am Main) war ein deutscher Maler, Zeichenlehrer und Grafiker.

## Leben
Johann Georg Geyger wurde als Sohn von Paul Geyger und Justine, geborene Vandenharz in Hannover geboren.
Ein 1940 begonnenes Studium an der Werkkunstschule Hannover musste Johann Georg Geyger wegen des Zweiten Weltkrieges abbrechen. Von 1941 bis 1945 war er Soldat in Russland, Belgien und Italien. Als Maler war Johann Georg Geyger Autodidakt, eine erste Ausstellung hatte er bereits 1946 in der Orangerie im Großen Garten in Hannover-Herrenhausen. 1953 erhielt er ein Stipendium des Kulturkreises des Bundesverbandes der deutschen Industrie, seit 1955 war er Mitglied des Deutschen Künstlerbundes. 1958 bekam er das Stipendium der Villa Massimo Rom.
1961 arbeitete er als Lehrer an der Werkkunstschule in Hannover. 1962 wurde er mit dem Förderpreis des Niedersächsischen Kunstpreises ausgezeichnet.
1963 wurde er Professor für Malerei an der Staatlichen Hochschule für Bildende Künste, Braunschweig, 1965 erhielt er einen Ruf an die Hochschule für Staatliche Hochschule für Bildende Künste – Städelschule, an der er bis zu seiner Emeritierung 1986 eine Klasse für Freie Malerei leitete.
Noch Ende des 20. Jahrhunderts war Geygers Wohnsitz in Frankfurt am Main in der Gartenstraße 86 verzeichnet.
Geyger war ein bedeutender Sammler japanischer Holzschnitte des 16. Jahrhunderts und ausgewiesener Experte von internationalem Rang. Seine Sammlung ist heute im Museum Angewandte Kunst (Frankfurt am Main) zu sehen.
Arbeiten von Johann Georg Geyger befinden sich in vielen bedeutenden Sammlungen, z. B. im Städel Museum, Frankfurt/Main, Niedersächsischen Landesmuseum Hannover, Kunsthalle Hamburg; Pelikan Kunstsammlung, Hannover; Kunst- und Ausstellungshalle der Bundesrepublik Deutschland, Bonn; Staatsgemäldesammlung München.

## Zitat
„Die Arbeiten der 60er Jahre sind den Themen des Schlachtfeldes und des menschlichen Martyriums gewidmet. In starker Abstraktion kommt das Zerstörerische und Zerstörte im Bild zur Ruhe. In den 70er Jahren entstanden Bilder ruhender Tiere, deren lasiert dargestellte Haut ihre Verletzlichkeit kundtut und deren fragile Gliedmaßen im Kontrast zu ihren flächigen Körpern stehen. Pferde- und Reiterbilder folgten in der nächsten Phase. Das Tier dominiert, z. B. wirft es den Reiter aus dem Bild. Dem Kriegerischen und Gewalttätigen wird in den Bildern Geygers eine deutliche Absage erteilt. Auch spätere Bilder der ungeheuer intensiven Schaffensperiode nach dem Ende der Lehrtätigkeit, verdichten Bilder des Schreckens und der Gefahr zur stillebenhaften Ruhe, die zuweilen rätselhaft und mythisch anmutet.“

## Publikationen
- Cimiotti, Geyger, v. Pilgrim, Sartorius (Text von Wieland Schmied), Kunstverein Braunschweig, Braunschweig 1964
- Niedersächsische Kunstpreisträger, Kunstverein Hannover e.V., Hannover 1965
- Johann Georg Geyger (Text von Christa Reinig), Frankfurter Kunstkabinett Hanna Bekker vom Rath, Frankfurt (Main) 1974
- Johann Georg Geyger (Text von Klaus Heinrich Kohrs), Galerie Appel und Fertsch, Frankfurt am Main 1980
- Johann Georg Geyger (Text von Klaus Heinrich Kohrs), Galerie Michael Haas, Berlin 1981
- Johann Georg Geyger (Text von Angelica Horn), Galerie Sander, Darmstadt 1986
- Johann Georg Geyger (Johannes Langner), Kunstverein, Freiburg im Breisgau 1989
- Johann Georg Geyger, Bilder 1990 bis 1999 (Text von Angelica Horn), Galerie ARTE GIANI, Frankfurt (Main) 1999